# Allium spicatum
Allium spicatum là một loài thực vật có hoa trong họ Amaryllidaceae. Loài này được (Prain) N.Friesen mô tả khoa học đầu tiên năm 2000.